# Мемориал Мартина Лютера (Вормс)
Мемориал Мартина Лютера — мемориал, сооружённый в честь инициатора Реформации Мартина Лютера в г. Вормс (земля Рейнланд-Пфальц, Германия). Наряду со Стеной Реформации в Женеве этот мемориал считается крупнейшим в мире монументом Мартину Лютеру. Скульптурная композиция установлена в старом городе, на Лютерплац (Lutherplatz) ещё в 1868 году.
Для своего времени это был самый грандиозный памятник с бронзовыми фигурами. Площадь основания памятника равняется 100 м².
Памятник Лютеру создан по проекту дрезденского скульптора Эрнста Ритшеля и его учениками: Адольфом фон Дондорфом, Иоганнесом Шиллингом и Густавом Кицем.

## История

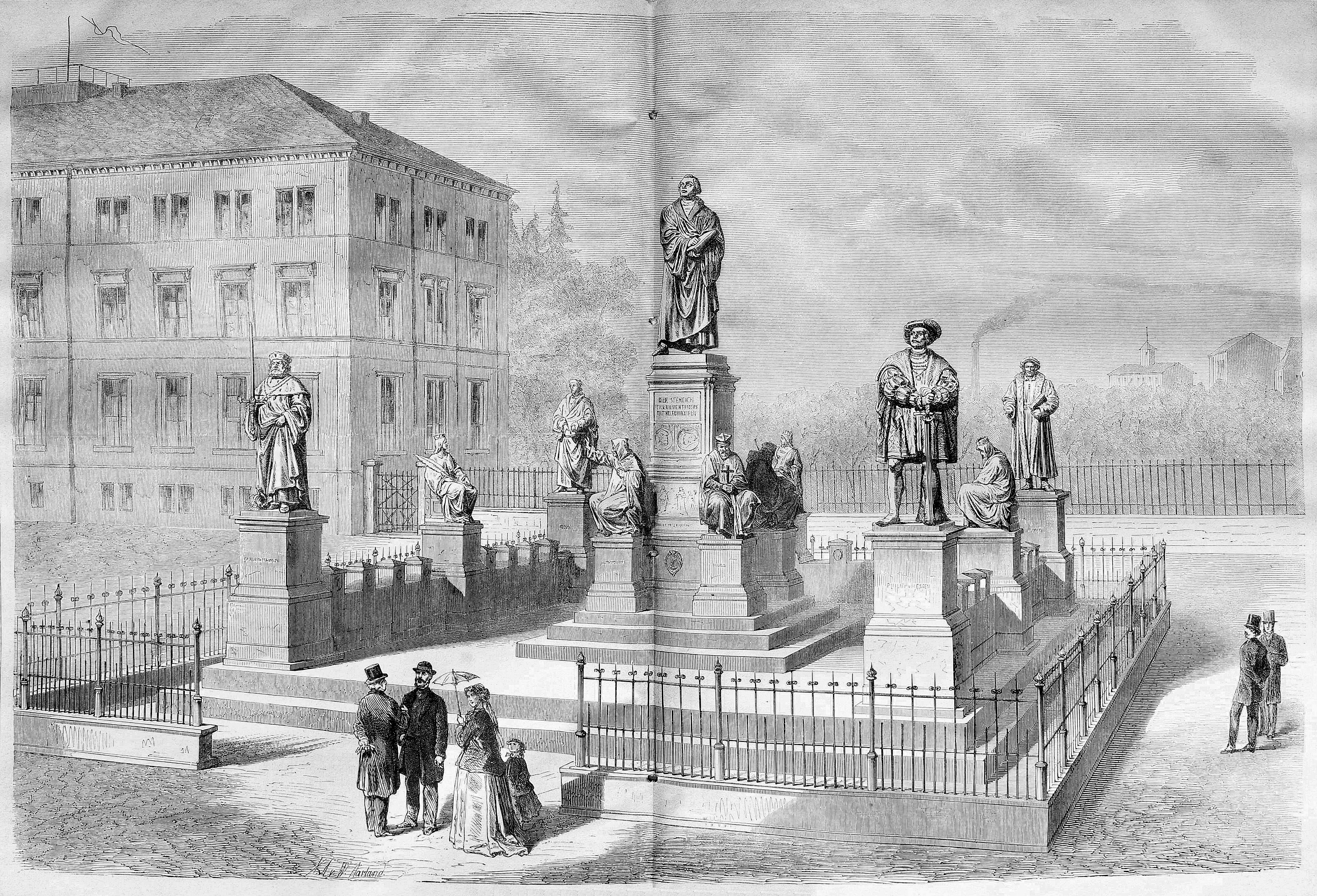
Памятник на гравюре 1868 г.

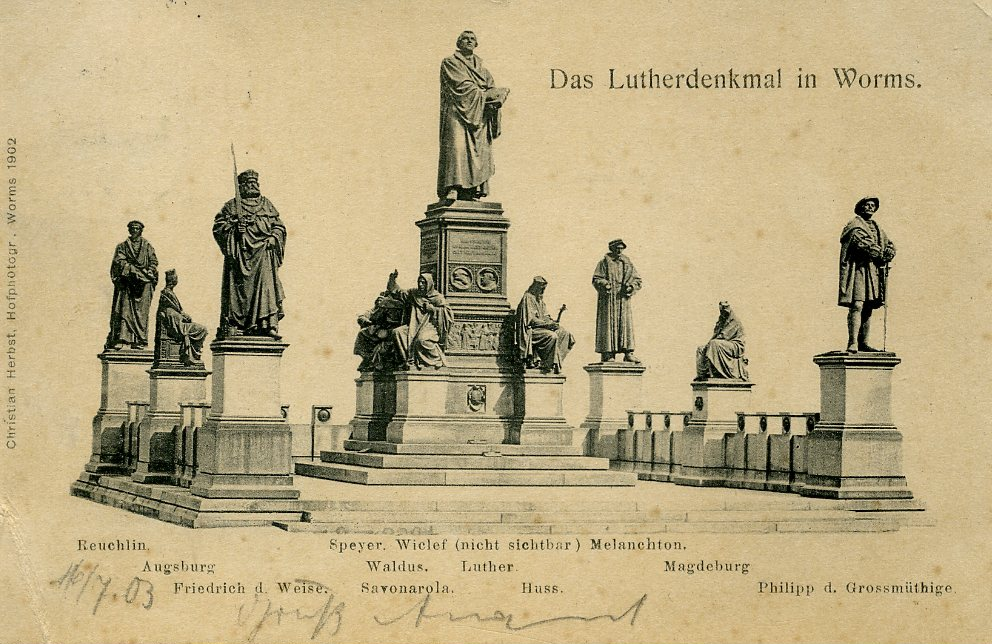
Памятник на открытке 1902 г.

Основным мотивом для возведения памятника были касающиеся покаяния и индульгенций 95 тезисов (1517 года) Мартина Лютера, которые он отстаивал в присутствии новоизбранного императора Карла V в 1521 году на заседании Вормсского рейхстага.

## Описание
Кроме большой статуи Лютера, украшенной барельефами, портретами-медальонами и надписями, здесь установлены ещё 11 фигур выдающихся лиц и противников официальной церкви. Его окружают: защитники Лютера курфюрст Саксонии Фридрих III Мудрый (слева от Лютера), Филипп Великодушный, ландграф Гессенский (справа), Францу фон Зиккинген, предводитель Рыцарского восстания в защиту Реформации, рыцарь Ульрих фон Гуттен, один из главных авторов «Писем тёмных людей».
а также, видные представители реформации и противники официальной церкви: основатель религиозного движения вальденсов француз Пётр Вальдо, англичанин Джон Виклиф, основатель учения виклифистов, впоследствии превратившегося в народное движение лоллардов, реформатор и предшественник протестантизма, идеолог чешской Реформации Ян Гус и итальянский реформатор Джироламо Савонарола, а также сподвижники Лютера Иоганн Рейхлин и Филипп Меланхтон.
Женские фигуры на памятнике символизируют протестантские города — Шпайер, Аугсбург и Магдебург.

## Галерея

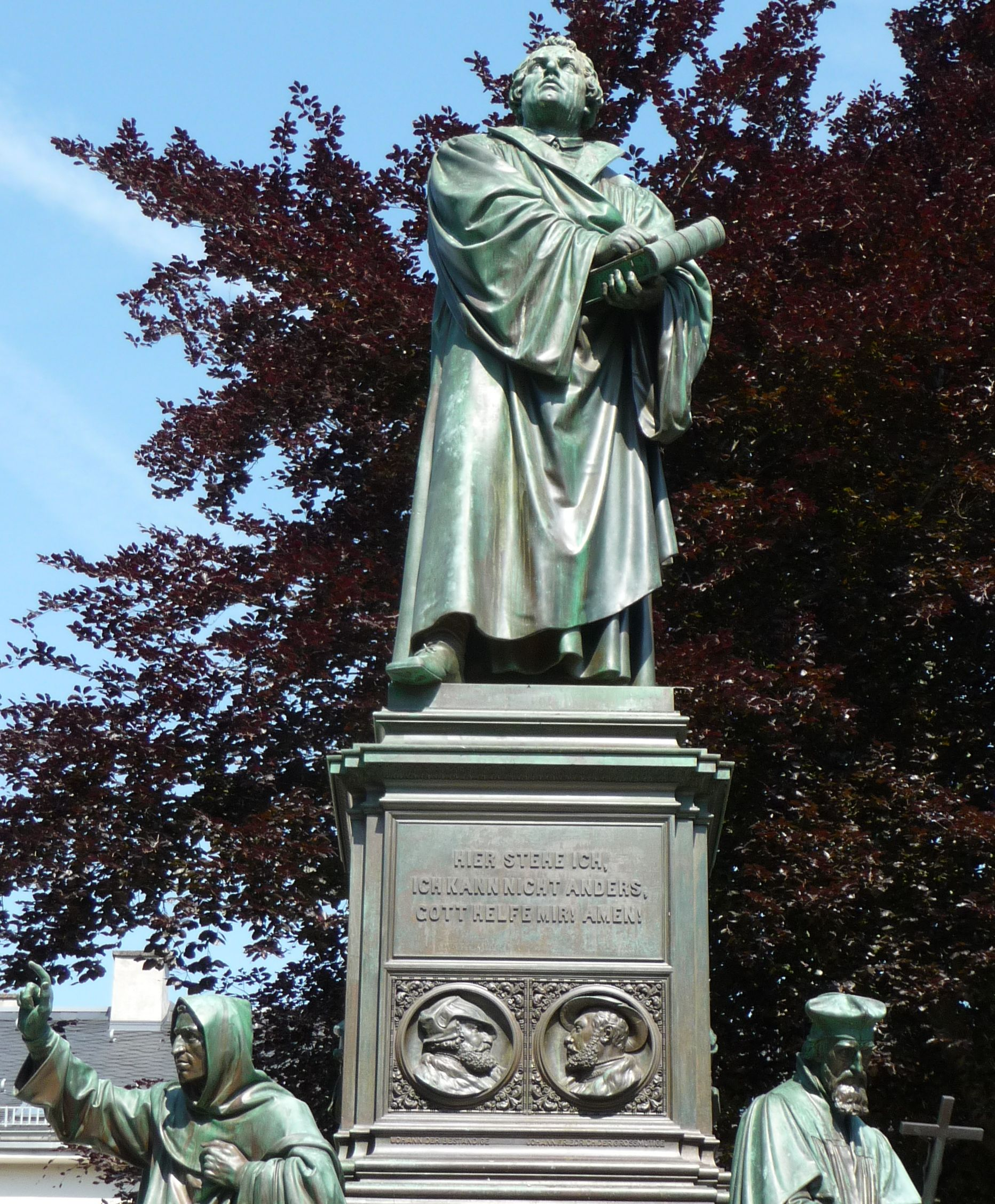
Мартин Лютер
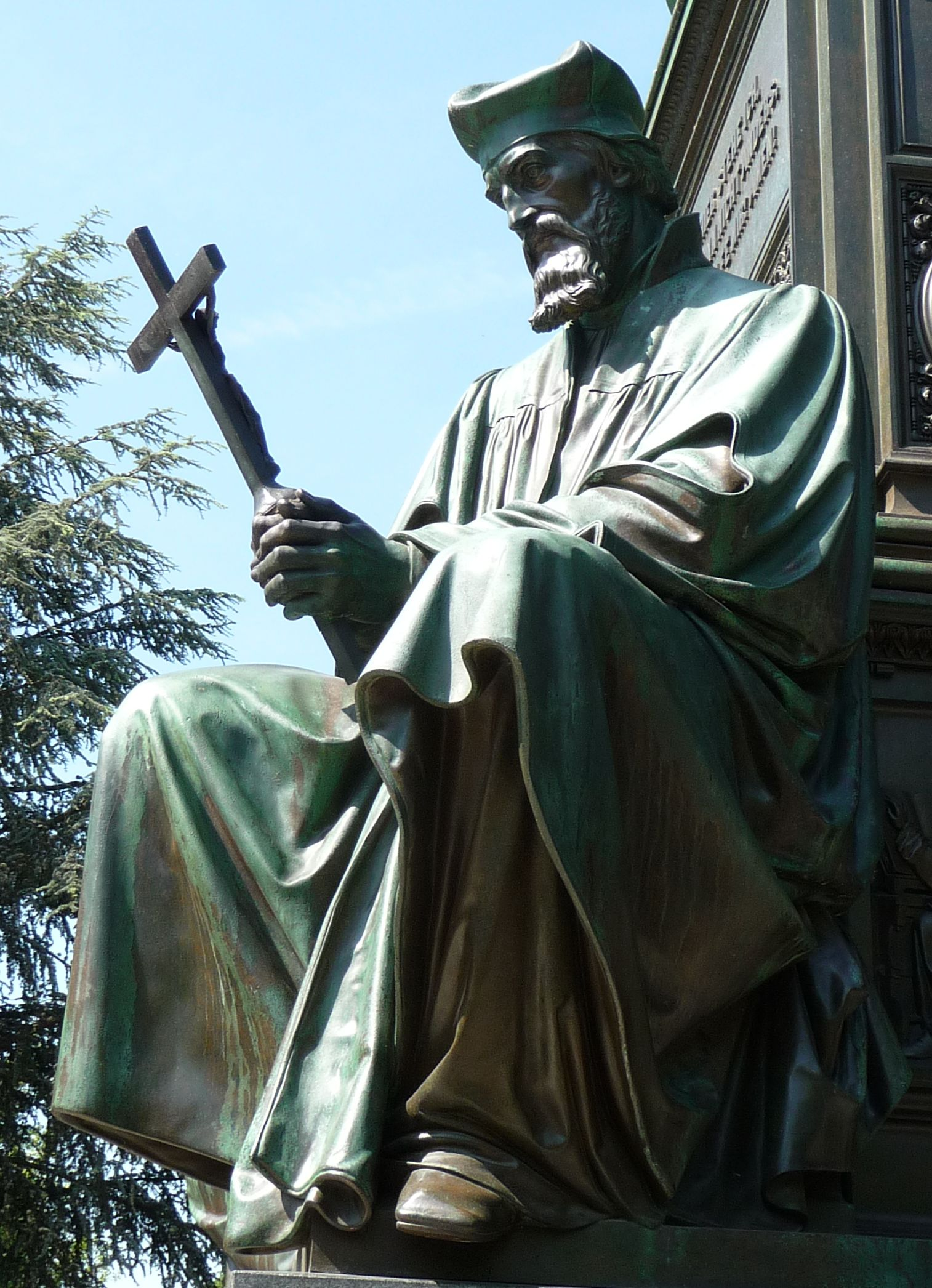
Ян Гус
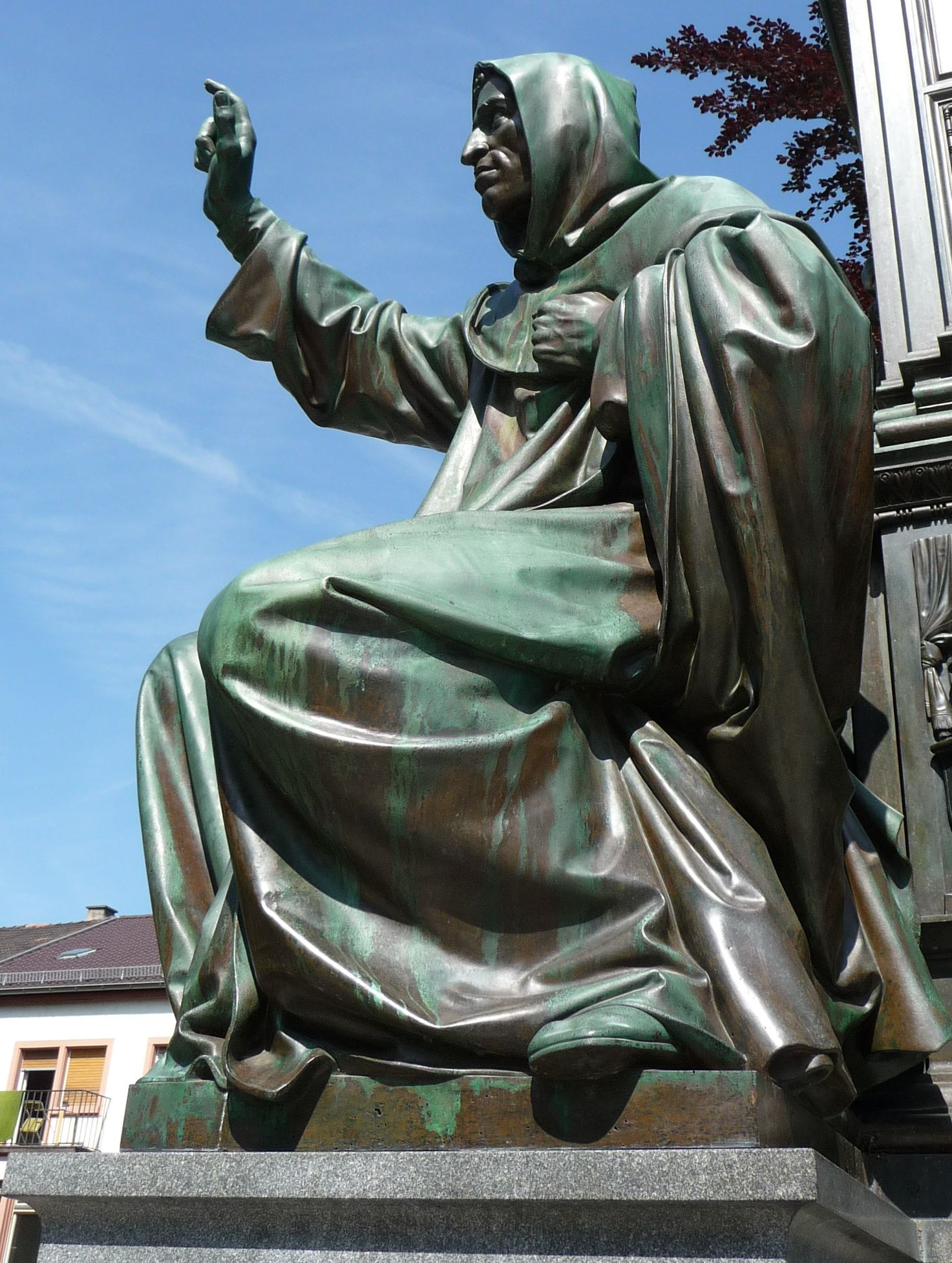
Джироламо Савонарола
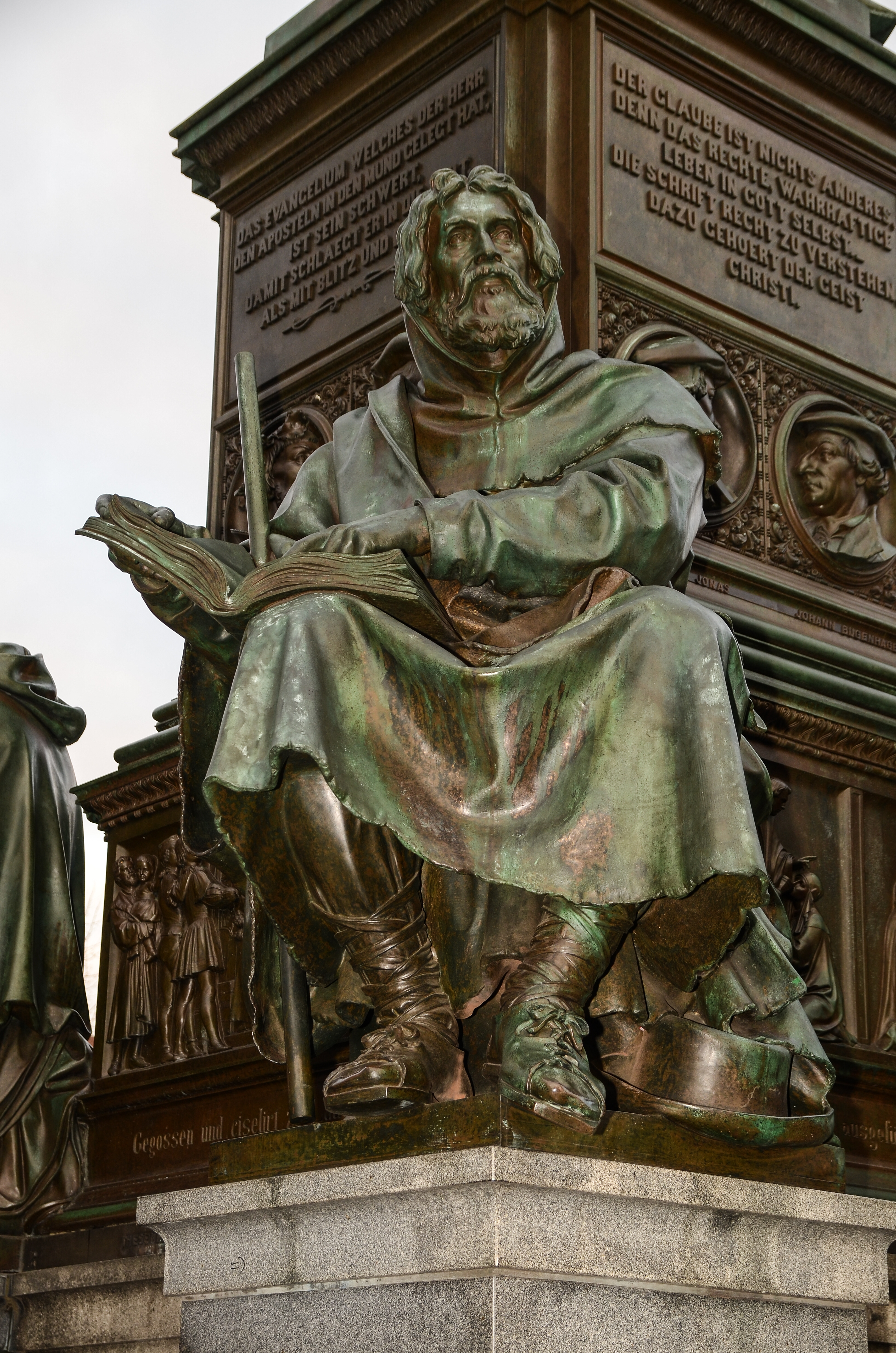
Пётр Вальдо
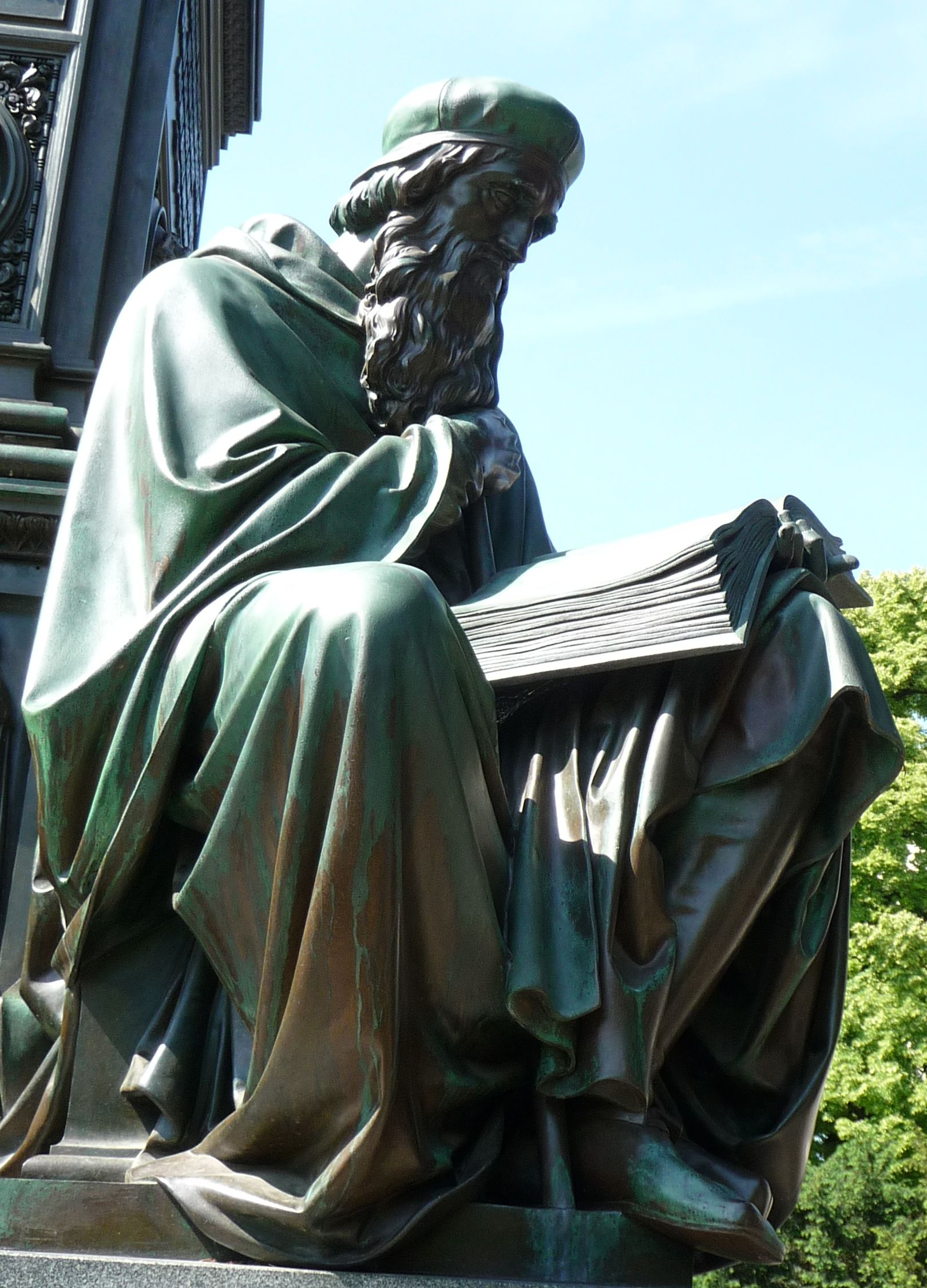
Джон Виклиф
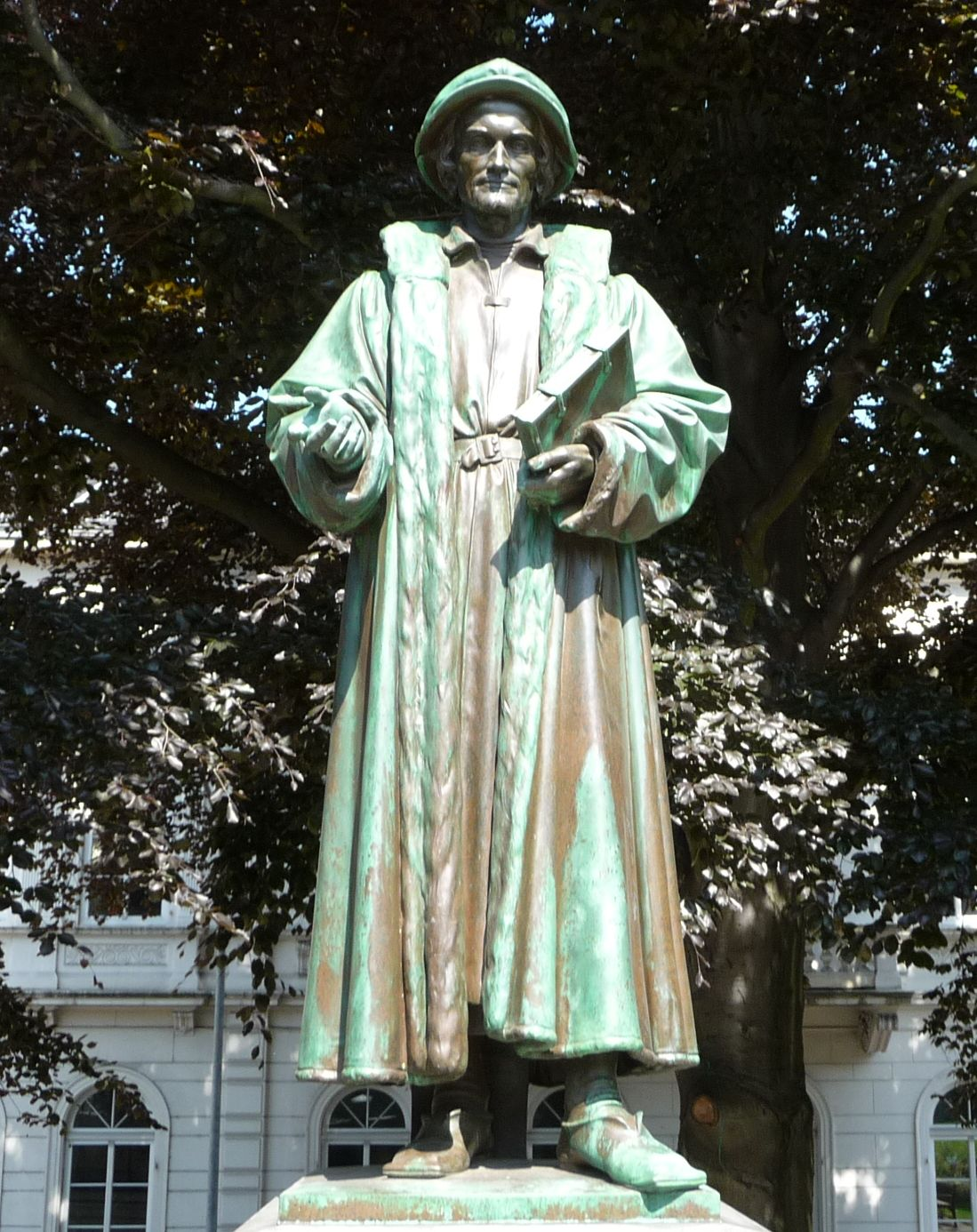
Филипп Меланхтон
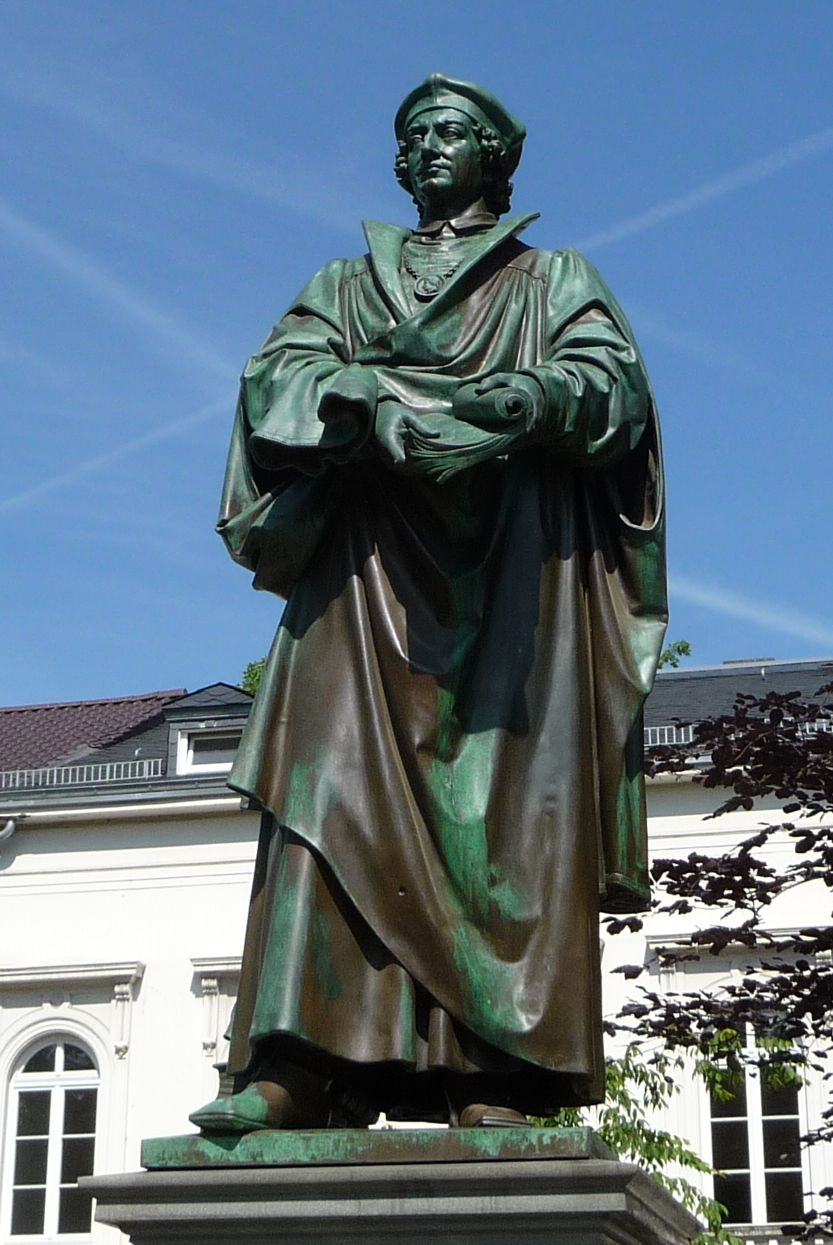
Иоганн Рейхлин
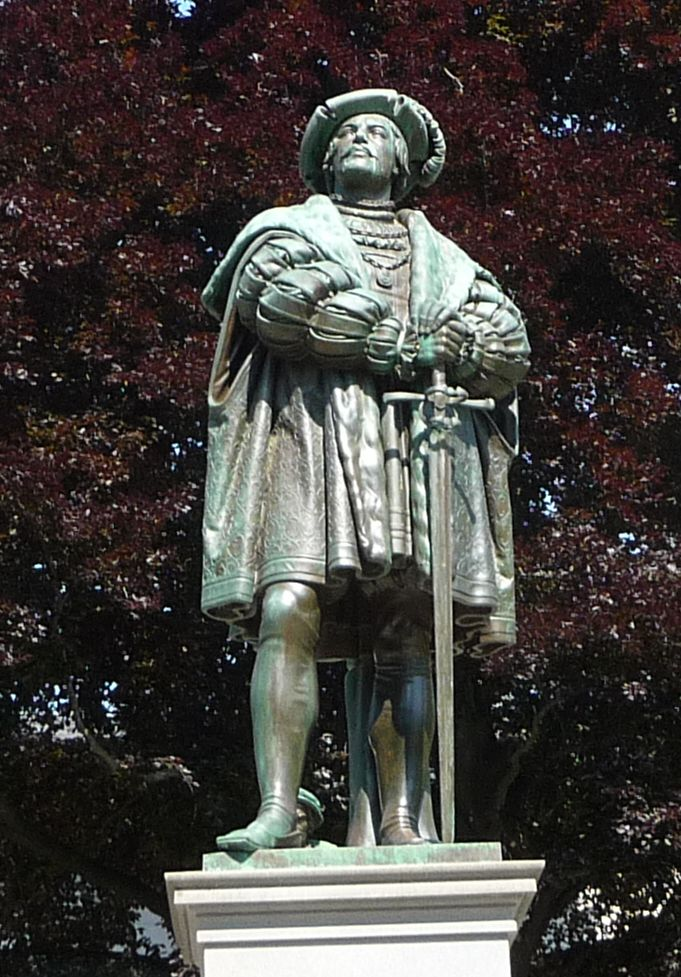
Филипп Великодушный, ландграф Гессенский
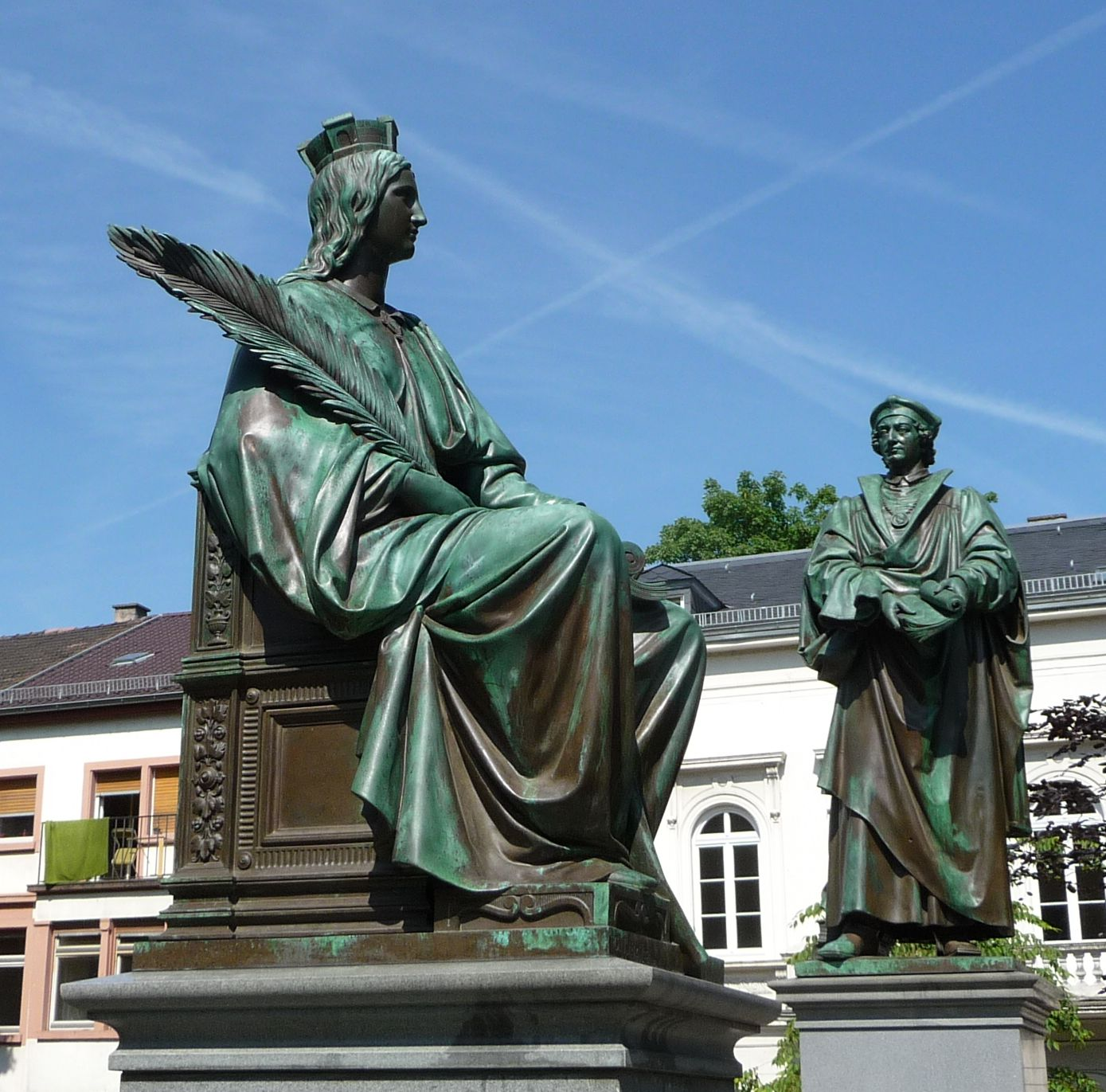
Аугсбург
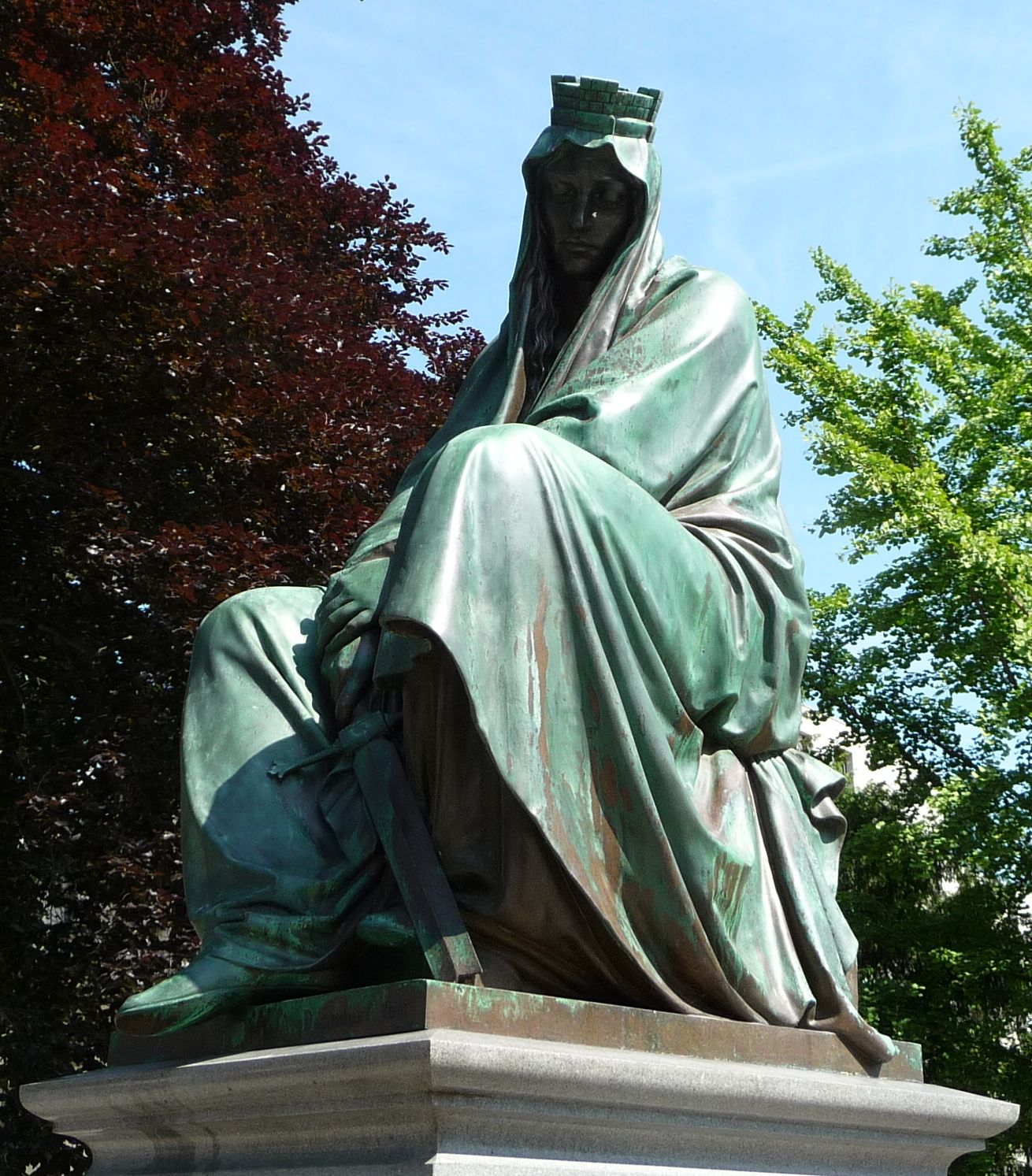
Магдебург
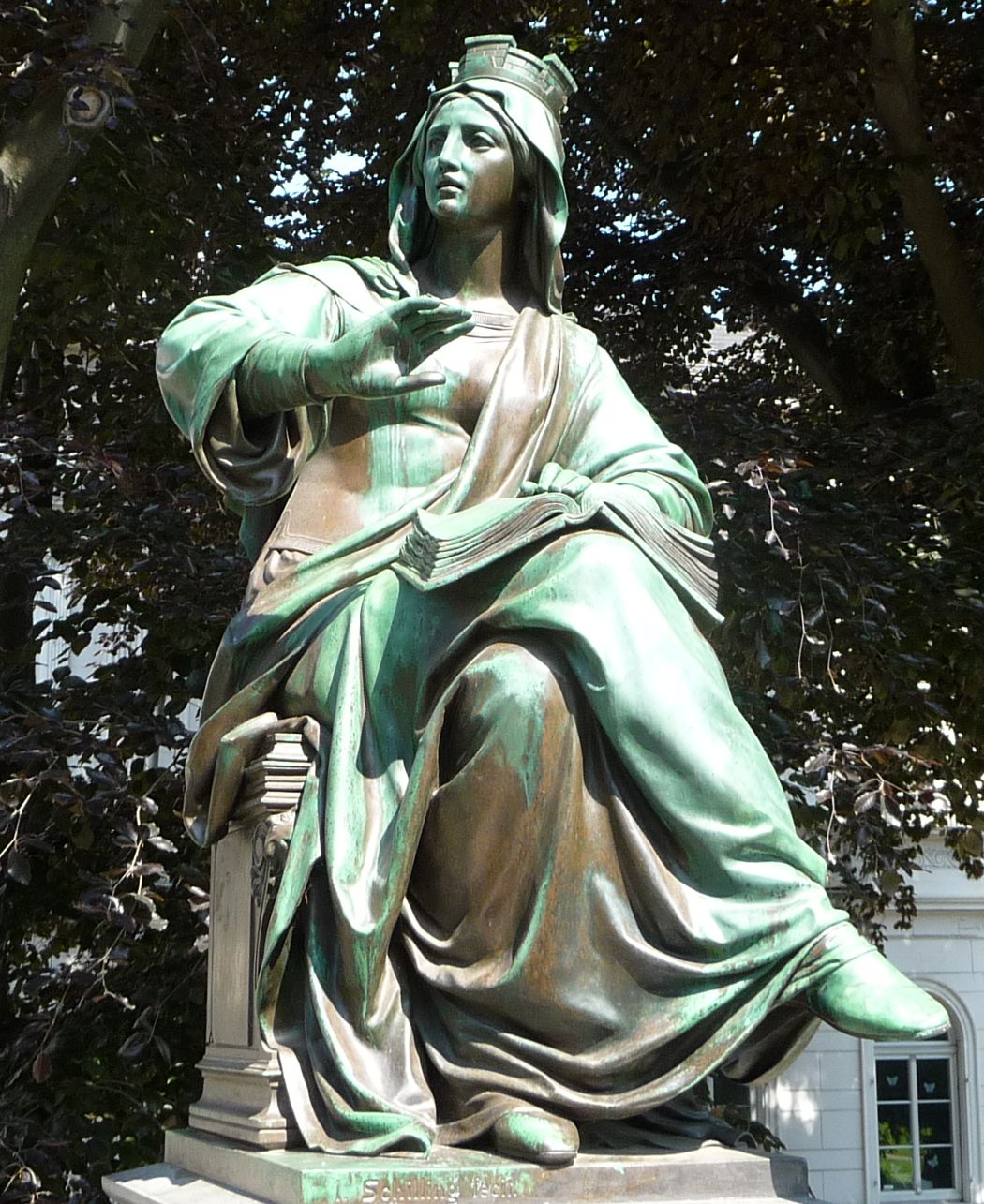
Шпайер
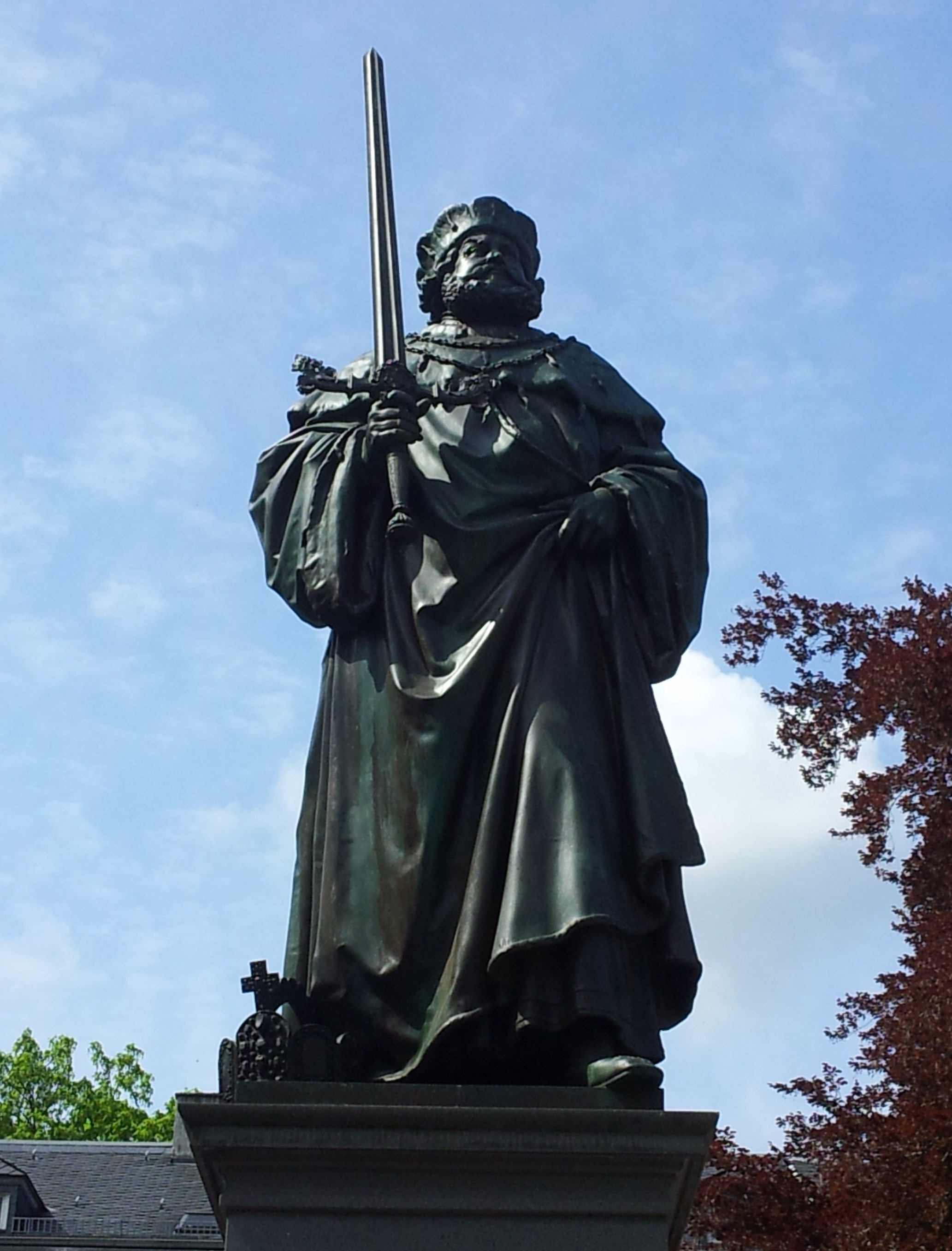
Курфюрст Саксонии Фридрих III Мудрый